# J'ai dix ans (album)
Pour les articles homonymes, voir J'ai dix ans.
Ne doit pas être confondu avec l'album d'Aldebert, J'ai 10 ans.
Albums de Alain Souchon
Bidon
(1976)
J'ai dix ans est le premier album studio d'Alain Souchon, sorti en 1974. Sans titre, il a d'abord été identifié par le nom de la première chanson, Petite annonce, avant de l'être par celui de sa chanson la plus connue.
Les trois premiers 45 tours qui l'ont précédé sont des échecs commerciaux. La chanson L'Amour 1830, écrite à l'origine pour Frédéric François, reçoit le Prix de la critique et le Prix spécial de la presse au concours de la Rose d'Or d'Antibes. Laurent Voulzy, rencontré un an plus tôt, participe également pour la première fois à un album avec Souchon.
Cette première collaboration entre les deux artistes, devenus complices par la suite, portera ses fruits, puisque l'album connaîtra un succès commercial, surtout grâce à la chanson-titre, J'ai 10 ans - avec sa célèbre phrase : Si tu m'crois pas, hé / 
T'ar ta gueule à la récré, "t'ar ta gueule" étant "tu vas voir ta gueule" prononcé avec l'accent titi parisien.

## Morceaux
Toutes les paroles sont écrites par Alain Souchon.
| 1.    | Petite annonce         | Alain Souchon                    | 3:27 |
| 2.    | Les Paquebots          | Alain Souchon                    | 2:40 |
| 3.    | La Fille du brouillard | Alain Souchon                    | 2:50 |
| 4.    | Partir                 | Claude Vallois                   | 2:50 |
| 5.    | C'était un soir        | Alain Souchon                    | 2:30 |
| 6.    | J'ai dix ans           | Laurent Voulzy                   | 3:03 |
| 7.    | Le Château             | Claude Vallois et Laurent Voulzy | 4:07 |
| 8.    | L'Amour 1830           | Alain Souchon                    | 2:55 |
| 9.    | Les Oiseaux            | Claude Vallois                   | 2:58 |
| 10.   | Londres sur Tamise     | Claude Vallois                   | 3:00 |
| 11.   | T'aurais dû venir      | Alain Souchon                    | 1:38 |
| 32:44 |                        |                                  |      |

## Crédits
- Réalisé par Bob Socquet
- Arrangements et direction musicale : Laurent Voulzy (Petite annonce, Les Paquebots, La Fille du brouillard, C'était un soir, J'ai dix ans, Le Château, Les oiseaux, T'aurais dû venir), Jean-Claude Dequeant (Partir, Londres sur Tamise), Jean-Daniel Mercier (L'Amour 1830).
- La première mouture de l'album ne comprenait que six titres (Petite annonce, Partir, C'était un soir, J'ai dix ans, L'Amour 1830, T'aurais dû venir). Les autres morceaux ont été ajoutés peu après.
- T'aurais dû venir apparaît comme une ébauche de chanson improvisée dans le studio (orchestration minimale, discussions avec un technicien, très courte durée). La version définitive comprenant deux autres couplets, un début et une fin « normales » et une orchestration complète (piano, batterie, basse, guitare électrique et choristes en plus de la guitare de la version de l'album) sortira en 45 tours quelque temps après, mais ne connaîtra pas le succès.